# Josephine Dörfler
Josephine Dörfler (* 9. Juli 1987 in Potsdam) ist eine ehemalige deutsche Volleyballspielerin.

## Karriere
Dörfler begann ihre Karriere in der Heimatstadt beim SC Potsdam. Später wurde sie beim Nachwuchsteam VC Olympia Berlin weiter ausgebildet. Sie kam auch in der Junioren-Nationalmannschaft zum Einsatz. 2004 wechselte sie zum Bundesligisten VfB 91 Suhl. Zwei Jahre später ging sie zu NA Hamburg. Mit den Hamburgern erreichte sie 2008 das Finale im DVV-Pokal. Um mehr Einsatzzeiten zu bekommen, wechselte die Diagonalangreiferin anschließend zu den Fighting Kangaroos Chemnitz. Da die Ostdeutschen den Abstieg nicht vermeiden konnten, setzte Dörfler ihre Karriere beim 1. VC Wiesbaden fort. Dort wurde sie in ihrer ersten Saison gleich deutscher Vizemeister. Im März 2011 erlitt sie eine Achillessehnenruptur und musste eine monatelange Pause einlegen. 2012 wechselte Dörfler zurück zu ihrem Heimatverein SC Potsdam. In der folgenden Spielzeit erreichten die Brandenburgerinnen zunächst die Pre-Play-offs, schalteten dort den Köpenicker SC Berlin aus und scheiterten erst im Viertelfinale nach drei Begegnungen am Schweriner SC. 2014 wechselte Dörfler nach Kanada zu den University of Alberta Pandas.
Seit 2021 ist sie bei der Volleyball-Bundesliga als Geschäftsleiterin für den Bereich Medien und Kommunikation verantwortlich.